# 로버트 크리스토퍼 라일리

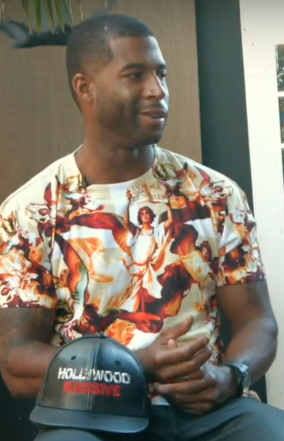

로버트 크리스토퍼 라일리(Robert Christopher Riley, 1980년 10월 11일 ~ )는 미국의 배우, 연극 배우, 텔레비전 배우이다.
브루클린에서 태어났다.

## 방송
- 다이너스티 시즌3

## 영화
- 더 퍼펙트 매치 (2016년)
- 퍼펙트 스틸 (2021년) - 윈스턴 역